# Mont Pot-a-Eau
Mont Pot-a-Eau ist ein Gipfel der Insel Silhouette im Inselstaat Seychellen im Indischen Ozean.

## Geographie
Der Gipfel liegt östlich der Inselmitte. Im Westen steigt das Massiv bis zum Mont Dauban an.